# ZTR
| Гандбольний клуб «ZTR» |                                                                                       |
| Ліга                   | Чемпіонат України з гандболу серед чоловіків, Суперліга                               |
| Країна                 | Україна                                                                               |
| Місто                  | Запоріжжя                                                                             |
| Кольори                | Червоно-білі                                                                          |
| Попередні назви        | «ЗМетІ», «ЗІІ»                                                                        |
| Тренер                 | Дідушенко В'ячеслав Володимирович                                                     |
| Капітан                | Михайло Кривчиков                                                                     |
| Титули                 | 14-разовий чемпіон України 2-разовий володар Кубка України Володар Кубка Європи (ІГФ) |
| Офіційний сайт         | www.ztr-handball.com                                                                  |

ZTR (колишні назви: «ЗМетІ», «ЗІІ») — чоловічий гандбольний клуб із Запоріжжя. Назва розшифровується як Запоріжтрансформатор. Учасник чемпіонату України з гандболу в Суперлізі та Вищій лізі.

## Історія за часів СРСР
Команда була створена в 1966 році на базі Запорізької філії Дніпропетровського металургійного інституту.
З 1968 року студентська команда була представлена у вищій лізі чемпіонату СРСР.

### Досягнення
- Срібний призер — 1 (1971);
- Бронзовий призер — 6 (1972; 1974; 1975; 1982; 1983; 1984).

У 1983 році колектив став володарем Кубка Європи (ІГФ), а в 1985 фіналістом цього євротурніру.

## Історія за часів Незалежності
Після розпаду СРСР почалася нова історія команди. Шефство над командою взяв завод «Запоріжтрансформатор». У 1992 році команда отримала нову назву «Гандбольний клуб ZTR». Була створена спеціалізована дитячо-юнацька школа олімпійського резерву.
В чемпіонаті України беруть участь дві команди клубу:
- «ZTR» — грає в Суперлізі
- «ZTR-СДЮШОР» — грає у вищій лізі.

1 лютого 2020 року ПАТ «Запоріжтрансформатор» перестав виділяти кошти для фінансування гандбольного клубу «ZTR».

### Досягнення
- Чемпіон України — 14 (1993, 1995, 1998, 1999, 2000, 2001, 2003, 2004, 2005, 2007, 2008, 2009, 2010, 2011);
- Срібний призер — 4 (1996, 1997, 2002, 2006);
- Бронзовий призер — 1 (1994);
- Володар Кубка України — 2 (2001, 2011).

«ZTR» двічі ставав чвертьфіналістом Ліги чемпіонів європейських країн (1998/1999; 1999/2000).

## Відомі гравці
У команді підготовлені п'ять олімпійських чемпіонів (Монреаль, 1976):
- Сергій Кушнірюк
- Олександр Рєзанов
- Михайло Іщенко
- Юрій Лагутін
- Микола Томін

Також підготовлено два чемпіони Світу (1982):
- Сергій Кушнірюк
- Олександр Шипенко

Колишній гравець команди ZTR Олег Великий став чемпіоном світу 2007 року у складі збірної Німеччини.
Команда ZTR була базовою командою збірних України на чемпіонаті світу серед студентів 1995 року (III місце) і на молодіжному чемпіонаті світу 1997 року (II місце).

## Тренери
Головним тренером команди ZTR є В'ячеслав Дідушенко (2002 — 2009, грудень 2011 — наразі), тренер — Олександр Шипенко.).

## Керівництво
Президент гандбольного клуба «ZTR» — генеральный директор ПАТ «Запорожтрансформатор» Клейнер Ігор Всеволодович.

## Адреса
Гандбольний клуб ZTR,
Дніпропетровське шосе, 3,
69600 Запоріжжя,
Україна.